# Compis
| Compis (COMPIS) |
| --- |

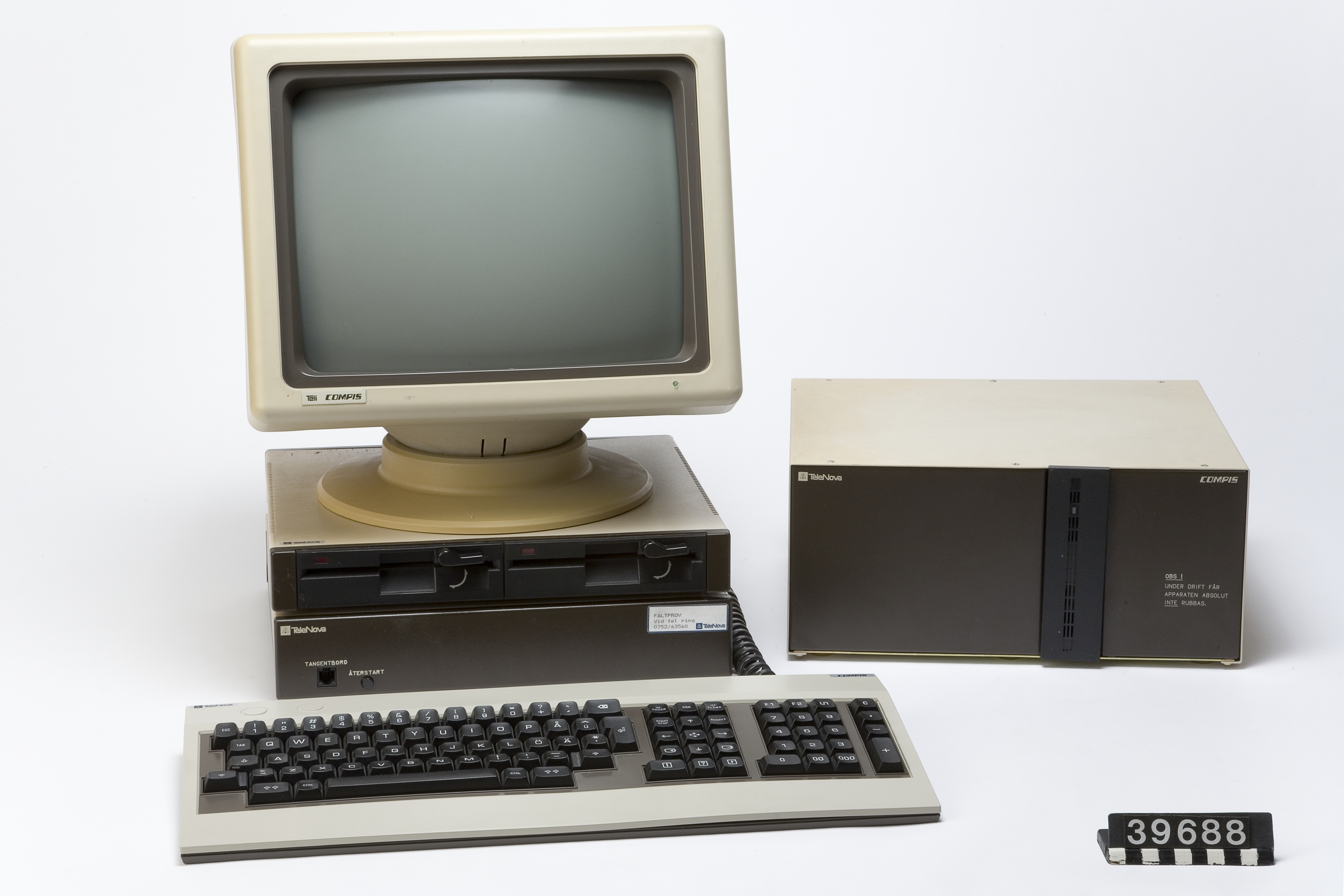
Telenova COMPIS. Bakom tangentbordet på varandra centralenhet, diskettenhet med två 5¼" diskettstationer och bildskärm, vid sidan om en låda med extern hårddisk.

| - Betydelse – svensk dator - Användning – utvecklad för den svenska skolan - Period – 1980-talet (beslut 1982) - operativsystem – CP/M-86 |

Compis (marknadsfört som COMPIS, förkortning för COMPuter In School) är en svensk dator. Den utvecklades av Telenova för användning i den svenska skolan från mitten av 1980-talet.

## Historik
Compis var framtagen som undervisningsdator, genom Tudis (Teknikupphandlingsprojekt Datorn i Skolan) 1981 från Styrelsen för teknisk utveckling för att ersätta ABC 80. Valet av dator var dock kontroversiellt. Tillverkningen påbörjades av Svenska Datorer AB, men efter företagets konkurs togs tillverkningen över av Televerkets bolag Telenova. Program togs fram av Esselte Studium, senare Esselte Läromedel.
Datorn såldes aldrig till privatpersoner, vilket bidrog till att försäljningen stagnerade. Den hade också brist på kompatibla datorprogram. Compis lanserades också i slutet av den epok då ett stort antal sinsemellan inkompatibla persondatorer (mikrodatorer) konkurrerade med varandra. I Norge och Danmark marknadsfördes datorn som Scandis. Senare blev IBM PC och i andra hand Mac helt dominerande på persondatormarknaden, medan övriga modeller blev marginaliserade.

## Teknik

### System och hårdvara
Compis använde operativsystemet CP/M-86, och det programmeringsspråk som rekommenderades var (en variant av) Comal. Övriga programmeringsspråk som fanns till datorn var Compis Pascal, en variant av Turbo Pascal, COBOL och Fortran.
Datorns processor var en Intel 80186. Compis kom i flera olika utföranden, och den utrustades med en för sin tid avancerad rastergrafisk skärm. Den första versionen hade en monokrom skärm med grön fosfor, och upplösningen 640 gånger 400 pixel. Det kom även en version med färgskärm i samma upplösning, samt en version med en högupplöst skärm med svart-vit bild och en upplösning på 1 200 gånger 800 pixel. Det gjordes även en Compis II. Den hade något högre prestanda, en bärnstensfärgad monokrom skärm (istället för grön) samt viss IBM-kompatibilitet.
Tangentbordet till Compis är känt för sin tangent märkt "utplåna", som motsvarar PC:s "Delete" eller "Del".
Själva datorn hade normalt inte någon egen hårddisk (även om det senare kom som tillval), utan en diskett behövdes för att ladda operativsystem och systemprogram. Compis fanns i utföranden med en eller två 5,25-tums diskettenheter.

### Program och användning
Bland de program som fanns tillgängliga till Compis märks ordbehandlingsprogrammet WordStar, AutoCad, det av Esselte utvecklade programpaketet Harmoni (ordbehandling, kalkyl och databas), samt olika program för skoländamål, inklusive program för mät- och styrfunktionalitet via datorns serieport.
Datorerna kunde även länkas ihop via ett nätverk, och därmed dela en central hårddisk där program och filer lagrades. När nätverket användes gick det inte att använda serieporten för seriekommunikation, då samma fysiska port användes.